# Чеджуська мова

Чеджуська вважається критично загроженою за Атлас загрожених мов світу ЮНЕСКО

Чеджуська (Чеджуською: 제줏말; Нова латинізація для чеджуської: Jejun-mal, або кор.: хангиль: 제주어, НЛ: Jeju-eo, або 제주말, Jeju-mal), також Чеджу-о, — одна з корейських мов, що походить з острова Чеджу у Південній Кореї. Чеджуська не є взаємно зрозумілою з півострівними діалектами корейської. В минулому чеджуську вважали чеджуським діалектом корейської мови, проте нині все частіше чеджуську називають саме самостійною мовою. Ця мова занепадає, за класифікацією ЮНЕСКО у 2010 вона була названа критично загроженою, що є найбільшим рівнем загроженості. Тривають заходи з відродження мови.
Приголосні в чеджуській такі ж як у літературній корейській, однак у чеджуській більша кількість голосних, як у більш давніх варіантах корейської. Чеджуська — аглютинативна, суфіксальна мова, та в ній залежні слова завжди йдуть перед головним, як і в корейській. Після іменників йдуть частки, що можуть позначати відмінки. Дієслова відмінюються за часом, видом, способом, евіденціальністю, соціальним статусом відносно мовця та слухача, формальністю та іншими граматичними категоріями. Корейська та чеджуська значно відрізяються дієслівними парадигмами. Наприклад, маркер континуативного виду, що є в чеджуській, або розрізнення способу або виду в багатьох чеджуських з'єднувальних суфіксах відсутні в корейській. Більша частина чеджуського лексикону корейська за походженням, щобільше, в лексиконі збереглося багато середньокорейської лексики, якої більше нема в стандартній корейській. У чеджуської також міг бути півострівний японсько-рюкюський субстрат (див. Тхамна#Мова), однак з цього приводу немає консенсусу.
Чеджуська вже була відокремленою від сеульського діалекту в XV ст., та не взаємно зрозумілою півострівним корейцям у XVI ст. Збереженню мови дуже нашкодили придушення Чеджуського повстання 1948 року, Корейська війна, модернізація Південної Кореї. У наш час, більшість носіїв мови на острові вже похилого віку. Більшість чеджуйців нині говорять корейською з чеджуським субстратом.
Багато чеджуйців емігрували до Осаки в 1920-х, проте молодь з чеджуйської діаспори частіше говорить японською[джерело?].

## Назва та зв'язок із корейською
В корейсько- та англомовній літературі поширені різні терміни на позначення чеджуської мови. Також різні терміни вживаються з огляду на погляди автора стосовно того, чи є чеджуська мовою чи діалектом.
Серед носіїв мови найбільш поширений термін (제주말, Jeju-mal, Чеджу-маль, досл. «чеджуський говір»).

### Питання мова-діалект
Чеджуська є близькою до корейської. Традиційно вона вважалась дуже віддаленим діалектом корейської, та станом на  2019, Національний інститут корейської мови та Міністерство освіти Республіки Корея досі називають її діалектом.
До 2000-х років, південнокорейські академічні джерела надавали перевагу терміну «чеджуський діалект» (제주방언, Jeju bang-eon, Чеджу бан'он). Термін «Чеджуська мова» (제주어, Jeju-eo, Чеджу-о) вперше було вжито в 1947 році, проте до середини 1990-х він не був широковживаним. Більшість південнокорейських академічних публікацій стали вживати «Чеджуська мова» на початку 2010-х. Незадовго до того, назва «Чеджуська мова» також стала вживатись у місцевому законодавстві, наприклад, у «Мовному законі 2007 року про збереження та просування мови Чеджу», та неурядовими організаціями, що прагнуть зберегти мову. Єдина англомовна монографія про чеджуську, видана у 2019 році, також називає чеджуську саме мовою.

#### Взаємна зрозумілість із сучасною корейською
Чеджуська не є взаємно зрозумілою навіть з найпівденнішими корейськими діалектами. У дослідженні 2014 року, носіям корейської з трьох різних діалектних регіонів (Сеул, Пусан, Йосу) протягом хвилини давали послухати зачитаний текст чеджуською мовою, та взяли для порівняння контрольну групу носіїв чеджуської. В середньому, носії корейської з кожної з трьох діалектних зон змогли правильно відповісти менше ніж на 10 % питань, пов'язаних із базовим розумінням тексту, при тому, як носії чеджуйської відповіли правильно на більш ніж 89 % питань. Ці результати можна порівняти зі зрозумілістю норвезької для носіїв нідерландської. Носії чеджуської в діаспорі, що емігрували до Японії теж стверджують, що їм важко розуміти південнокорейські новини, та що вони дивляться корейське телебачення з японськими субтитрами.

## Географічний розподіл
Чеджуська традиційно була поширена в провінції Чеджу, за винятком островів Чхуджа, що розташовані між Чеджу та Корейським півостровом. На островах Чхуджа говорять південносхідними діалектами корейської. Чеджуською також говорять деякі іммігранти першого та другого покоління зі спільноти корейців-дзайнічі в Ікуно в Осаці.

У порівнянні з півострівною корейською, в чеджуській незначна діалектна варіативність. Інколи зазначається, що є поділ між північними та південними діалектами відносно гори Халласан, проте поділ діалектів на східні та західні відносно міст Чеджу та Согвіпхо може краще описувати діалектні відмінності. Дослідження 2010 року про регіональні відмінності мови за допомогою набору з 305 слів показує, що простежуються як поділ на північ та південь, так і поділ на схід та захід, а отже, існують чотири діалектні групи.
- Поділ на схід та захід на прикладі слова "ящірка".

На сході Согвіпхо кажуть 장쿨레비 jangkullebi, а на заході — 독다구리 dokdaguri.[15]

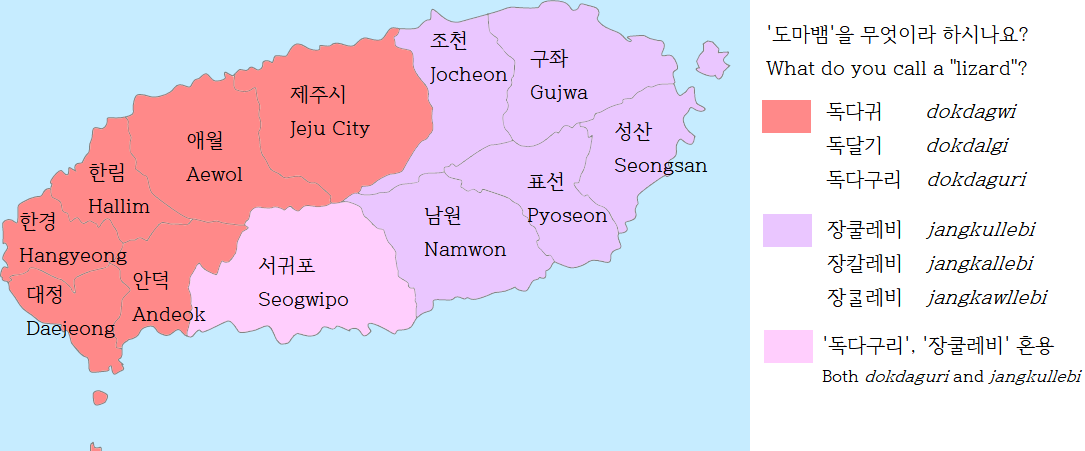
Поділ на схід та захід на прикладі слова "ящірка". На сході Согвіпхо кажуть 장쿨레비 jangkullebi, а на заході — 독다구리 dokdaguri.
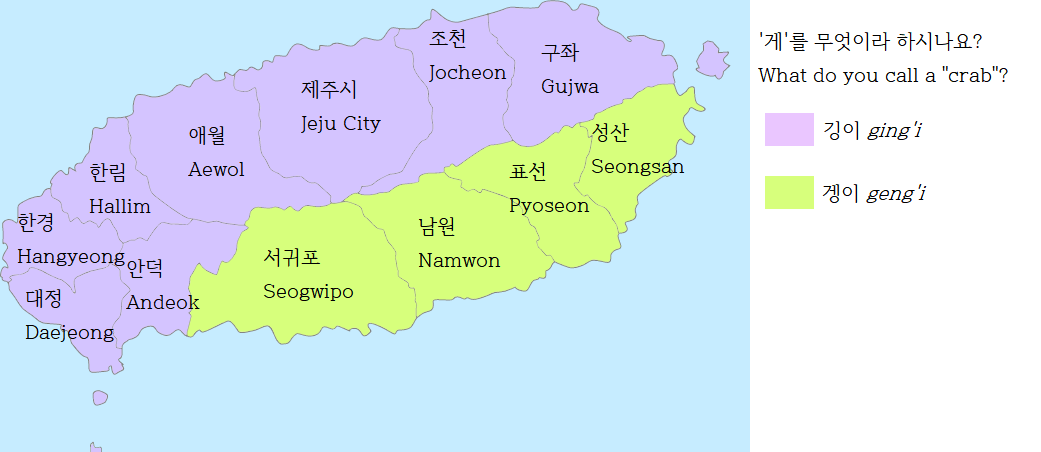
Поділ на північ та південь на прикладі слова "краб".

### Цитування
1. ↑  Olko, Justyna; Sallabank, Julia (29 квітня 2021). Revitalizing Endangered Languages: A Practical Guide (англ.). Cambridge University Press. ISBN 978-1-108-48575-3.
2. ↑  Lee, Seungjae (2017). The old Korean Language Inscribed on Wooden Tablets (Korean) . Seoul, Korea: Ilchokak. ISBN 9788933707364.
3. ↑  Yang C., Yang S. та O'Grady, 2019, с. 4.
4. ↑  Yang C., Yang S. та O'Grady, 2019, с. 5.
5. ↑  Cho T.-r., 2014, с. 123—126.
6. ↑  Cho T.-r., 2014, с. 129—130.
7. ↑  Yang C., Yang S. та O'Grady, 2019.
8. ↑  Yang C. та ін., 2019.
9. ↑  Kim B., 2014, с. 120.
10. ↑  Choi M., 1998, с. 16.
11. ↑  Kim B., 2014.
12. ↑  Choi M., 1998, с. 25.
13. ↑  Ko J. та ін., 2014, с. 214.
14. ↑  Kim S., 2010.
15. ↑  Kim S., 2010, с. 271.

#### Англійською
- Brenzinger, Matthias; Yang, Changyong (September 2017). Jejueo of South Korea. У Seals, Corinne A.; Shah, Sheena (ред.). Heritage Language Policies around the World. Routledge. с. 185—199. ISBN 9781317274049.
- Cho, Taehong; Jun, Sun-Ah; Jung, Seung-chul; Ladefoged, Peter (March 2000). The Vowels of Cheju. UCLA Working Papers in Phonetics. 98: 81—94. CiteSeerX 10.1.1.552.4474. Процитовано 11 травня 2020.
- Cho, Taehong; Jun, Sun-Ah; Ladefoged, Peter (March 2000). An Acoustic and Aerodynamic Study of Consonants in Cheju. Speech Sciences. 7: 109—137. Процитовано 8 травня 2020.
- Cummings, Bruce (17 вересня 2005). Korea's Place in the Sun: A Modern History (вид. Updated). W. W. Norton & Company. ISBN 9780393347531.
- Kim, Jee-hong (2017). Non-canonical Ending Systems in Jeju Korean. 방언학. 26: 229—259. doi:10.19069/kordialect.2017.26.229. Процитовано 27 травня 2020.
- Kwak, Saebom; You, Seok-Hoon (February 2019). Analysis of Koreans' Overt and Covert Language Attitudes towards Jeju Dialect. Language Information. 29: 26—54. doi:10.35128/rili.2019.29.2. S2CID 210462615. Процитовано 17 травня 2020.
- Lee, Ki-Moon; Ramsey, S. Robert (2011). A History of the Korean Language. Cambridge, United Kingdom: Cambridge University Press. ISBN 978-1-1394-9448-9.
- Saltzman, Moira (August 2014). Language Contact and Morphological Change in Jejueo (MA). Detroit, Michigan: Wayne State University. Процитовано 20 травня 2020.[недоступне посилання з 01.10.2024]
- Vovin, Alexander (2010). Koreo-Japonica: A Re-evaluation of Common Genetic Origin. Honolulu: University of Hawai'i Press. ISBN 978-0-8248-3278-0.Vovin, Alexander (2013). From Koguryo to Tamna: Slowly riding to the South with speakers of Proto-Korean. Korean Linguistics. 15 (2): 222—240. doi:10.1075/kl.15.2.03vov. Процитовано 16 травня 2020.
- Yang, Changyong; Yang, Sejung; O'Grady, William (October 2019). Jejueo: The Language of Korea's Jeju Island. Honolulu, Hawaii: University of Hawaiʻi Press. ISBN 9780824874438.
- Yang, Changyong; O'Grady, William; Yang, Sejung; Hilton, Nanna Haug; Kang, Sang-gu; Kim, So-young (2019). Revising the Language Map of Korea. У Brunn, Stanley D.; Kehrein, Roland (ред.). Handbook of the Changing World Language Map. Springer International Publishing. с. 215—230. ISBN 9783030024376.
- Yang, Sejung (November 2014). Teaching Jejueo: Present Problems and Future Plans (PDF). 7th World Congress of Korean Studies. Honolulu, Hawaii.[недоступне посилання з 01.03.2023]
- ————— (December 2018). Assessing Language Knowledge in Jeju: Vocabulary and Verbal Patterns in Jejueo and English (PDF) (PhD). Honolulu, Hawaii: University of Hawaiʻi Press. Архів оригіналу (PDF) за 24 вересня 2021. Процитовано 16 травня 2020.
- ————— (2020). Resegmentation of Tense-Aspect Markers in Jejueo, the Traditional Language of Jeju Island (PDF). The Linguistic Association of Korea Journal. 28 (1): 65—78. doi:10.24303/lakdoi.2020.28.1.65. Процитовано 27 травня 2020.
- New interactive atlas adds two more endangered languages. unesco.org. 8 грудня 2010. Архів оригіналу за 3 серпня 2020. Процитовано 17 травня 2020.
- Jeju, UNESCO Atlas of the World's Languages in Danger. unesco.org. 11 червня 2017. Процитовано 16 травня 2020.

#### Корейською
- 강석한 (Kang Seok-han) (November 2008). Jeju Hangug-eo-ui gangjo jungcheob-eo-e natanan jaeum eum-byeonhwa yangsang yeon'gu 제주 한국어의 강조 중첩어에 나타난 자음 음변화 양상 연구 [The Consonant Change Pattern of Emphatic Reduplication in Cheju Korean]. 언어학 연구. 13: 1—16.
- 강영봉 (Kang Young-bong) (2008). Jeju jiyeog-eo saengtae jisu josa bogoseo 제주 지역어 생태 지수 조사 보고서 [Report on the Vitality Quotient of the Jeju Regional Language] (Звіт). National Institute of the Korean Language.
- ——— (2010). Jeju-do-min-ui Jeju-eo sayong siltae josa bogoseo: jung·godeung-haksaeng-eul daesang-euro 제주도민의 제주어 사용 실태 조사 보고서: 중·고등학생을 대상으로 [Report on the Use of the Jeju Language by Jeju Islanders: Focusing on Middle and High School Students] (Звіт). 제주대학교 국어문화원 (Center for Korean Language and Culture, Jeju National University).
- ——— (16 червня 2018). Jeju-eo pyogi-beob-e daehan dansang ‘제주어 표기법’에 대한 단상 [Brief Thoughts on "Jeju Language Orthography"] (PDF). 제주어 표기법 토론회 (Debate on the Orthography of the Jeju Language). Jeju City, Jeju.
- 강윤희 (Kang Yoon-hee) (1994). Jeju sahoe-eseo du bang'eon sayong-e daehan minjok-ji-jeok yeon'gu 제주사회에서의 두 방언 사용에 대한 민족지적 연구 [An Ethnographic Study on Bidialectalism in Cheju Society]. 제주도연구. 11: 83—146. ISSN 1229-7569.
- 고동호 (Ko Dong-ho) (December 1997). Jeju bang'eon-ui moeum johwa yeon'gu 제주 방언의 모음 조화 연구 [Vowel harmony in the Cheju dialect]. 언어학. 21: 3—48. ISSN 1229-4039. Процитовано 12 травня 2020.
- ——— (30 червня 2008). Jeju bang'eon 'arae-a'-ui sidae-byeol byeonhwa yangsang 제주 방언 'ㆍ'의 세대별 변화 양상 [Changes of /ㆍ/ in the Jeju dialect in apparent time]. 한국언어문학. 65: 55—74. ISSN 1229-1730. Процитовано 11 травня 2020.
- 고동호 (Ko Dong-ho); 송상조 (Song Sang-jo); 오창명 (Oh Chang-myung); 문순덕 (Moon Soon-deok); 오승훈 (Oh Seung-hun) (December 2015). Jejut-mar-ui ihae 제줏말의 이해 [Understanding the Jeju Language]. Jeju City, Jeju: 제주발전연구원. ISBN 978-89-6010-440-2.
- 고미숙 (Ko Mi-Sook); 김원보 (Kim Won-bo); 변길자 (Byun Giljia); 김종훈 (Kim Jong-hoon); 박순복 (Park Soon-bok); 오창명 (Oh Chang-myung) (September 2007). Jeju bang'eon-ui yeollyeongdae-byeol eogyang-gu gyeonggye-seongjo yeon'gu 제주방언의 연령대별 억양구 경계성조 연구 [Age-related differences in the boundary tone patterns of intonational phrases in the Jeju dialect]. 언어과학연구. 42: 27—43. ISSN 1229-0343. Процитовано 14 травня 2020.
- 고영진 (Ko Young-jin) (June 2008). Jeju-do bang'eon-ui hyeongtaeron-jeok sang beomju-ui chegye-hwa-reul wihayeo 제주도 방언의 형태론적 상 범주의 체계화를 위하여 [For the Study of the Morphological Aspect System in Cheju Dialect]. 한글. 280: 101—128. ISSN 1225-0449. Процитовано 23 травня 2020.
- 고재환 (Ko Jae-hwan) (9 вересня 2011). Jeju-eo gaeron sang 제주어개론 상 [Introduction to Jeju, Volume I]. Seongbuk-gu, Seoul: 보고사. ISBN 978-89-8433-934-7.
- ——— (9 вересня 2011). Jeju-eo gaeron ha 제주어개론 하 [Introduction to Jeju, Volume II]. Seongbuk-gu, Seoul: 보고사. ISBN 978-89-8433-935-4.
- 고재환 (Ko Jae-hwan); 송상조 (Song Sang-jo); 김지홍 (Kim Jee-hong); 오창명 (Oh Chang-myung); 오승훈 (Oh Seung-hun); 문순덕 (Moon Soon-deok) (November 2014). Jeju-eo pyogi-beop haeseol 제주어 표기법 해설 [Exposition of the Orthography of the Jeju Language]. Jeju City, Jeju: 제주발전연구원. ISBN 978-89-6010-387-0.
- 권성훈 (Kwon Seong-hun) (February 2017). Jeju bang'eon sog'eui Mongol-eo chayong-eo 제주방언 속의 몽골어 차용어 [Mongol Loanwords in Jeju Dialect]. 동악어문학. 70: 53—67. ISSN 1229-4306. Процитовано 20 травня 2020.
- 김미진 (Kim Mi-jin) (August 2010). Jeju-do bang'eon-ui chinjog-eo yeon'gu―yeoseong hawaja-reul jungsim-euro 제주도 방언의 친족어 연구―여성 화자를 중심으로 [Study on the Kinship terms of JeJu dialect― Focused on female speakers]. 영주어문. 20: 27—41. ISSN 1598-9011. Процитовано 20 травня 2020.
- ——— (February 2019). Jeju bang'eon-ui inyong pyoji yeon'gu 제주 방언의 인용 표지 연구 [A study on quotation marker of Jeju dialect]. 영주어문. 41: 29—55. doi:10.30774/yjll.2019.02.41.29. ISSN 1598-9011. S2CID 187483331. Процитовано 27 травня 2020.
- 김보향 (Kim Bo-hyang) (August 2014). Osaka Ikuno-ku jiyeok jaeil-Jeju-in-ui Jeju bang'eon sayong siltae-e gwanhan yeon'gu 오사카 이쿠노쿠 지역 재일제주인의 제주방언 사용 실태에 관한 연구 [A Study on the Jeju Dialect Used by Jeju People Living in Ikuno-ku, Osaka, Japan] (PDF). 영주어문. 28: 111—136. ISSN 1598-9011. Процитовано 14 травня 2020.[недоступне посилання з 01.03.2023]
- 김순자 (Kim Sun-ja) (December 2010). Jeju-do bang'eon-ui eoneo-jiri-hak-jeok yeon'gu 제주도방언의 언어지리학적 연구 [A Geolinguistic Study on the Jeju Dialect] (PhD). Jeju National University.
- ——— (August 2019). Jeju-do bang'eon-e daehan bang'eon taedo chui yeon'gu 제주도 방언에 대한 방언 태도 추이 연구 [A Study on Changes in Attitude to Jeju Dialect]. 한국어학. 84: 1—34. ISSN 1226-9123. Процитовано 17 травня 2020.
- 김원보 (Kim Won-bo) (May 2004). Jeju bang'eon-eseo arae-a eum-ui eumhyang-bunseok 제주 방언에서 [ㆍ] 음의 음향분석 [On the Acoustic Analysis of the Vowel [ㆍ] in Jeju Dialect]. 언어학연구. 9 (1): 73—90. ISSN 1229-0343. Процитовано 11 травня 2020.
- ——— (December 2005). Jeju bang'eon ijung-moeum-ui eumhyang-bunseok 제주방언 이중모음의 음향분석 [The Acoustic Analysis of the Diphthongs in Jeju Dialect]. 음성과학. 12 (2): 29—41. ISSN 1226-5276. Процитовано 11 травня 2020.
- 김정은 (Kim Jeong-eun) (24 лютого 2019). 10년 성과 바탕…제주어 정립. Jeju Sinbo 제주신보. Jeju City, Jeju. Процитовано 17 травня 2020.
- 김지홍 (Kim Jee-hong) (20 липня 2015). Jeju bang'eon-ui tongsa gisul-gwa seolmyeong: gibon-gumun-ui gineung-beomju bunseok 제주 방언의 통사 기술과 설명: 기본구문의 기능범주 분석 [Explanation and Description of the Syntax of the Jeju Dialect: Analysis of the Functional Categories of the Basic Syntax]. Gwangmyeong, Gyeonggi-do: 도서출판 경진. ISBN 978-89-5996-474-1.
- ——— (September 2016). Jeju bang'eon-ui seon-eomal-eomi-wa jonggyeol-eomi chegye 제주 방언의 선어말어미와 종결어미 체계 [On Prefinal and Final Ending Systems in Jeju Korean]. 한글. 313: 109—171. ISSN 1225-0449. Процитовано 23 травня 2020.
- 문순덕 (Moon Soon-deok) (2002). Jeju bang'eon-ui bojo-josa-ui damhwa gineung 제주 방언 보조조사의 담화 기능 [The Discourse Functions of Auxiliary Noun Markers in the Jeju Dialect]. 영주어문. 4: 71—84. ISSN 1598-9011. Процитовано 21 травня 2020.
- ——— (February 2003). Jeju bang'eon banmal-che cheomsa-ui damhwa gineung 제주 방언 반말체 첨사의 담화 기능 [The Discourse Functions of Informal-style Particles in the Jeju Dialect]. 영주어문. 5: 71—86. ISSN 1598-9011. Процитовано 27 травня 2020.
- ——— (February 2005). Jeju bang'eon nopim-mal cheomsa-ui damhwa gineung 제주 방언 높임말 첨사의 담화 기능 [The Discourse Functions of Honorific-style Particles in the Jeju Dialect]. 언어 연구. 20 (3): 1—17. ISSN 1225-4770. Процитовано 27 травня 2020.
- ——— (September 2005). Jeju bang'eon-ui gantu pyohyeon 제주 방언의 간투 표현 [Interjectional Expressions in Jeju Dialect]. 한글. 269: 161—188. doi:10.22557/HG.2005.09.269.161. ISSN 1225-0449. Процитовано 27 травня 2020.
- 문순덕 (Moon Soon-deok); 오창명 (Oh Chang-myeong); 김원보 (Kim Won-bo); 신우봉 (Shin Woo-bong) (2015). Jeju-eo pyogi-beop jamo-ui silje bareum-gwa eumseong bunseok yeon'gu '제주어 표기법’자모의 실제 발음과 음성 분석 연구 [The Actual Pronunciations of Vowels and Consonants Acknowledged in the Transcription Regulation for the Jeju Language and their Phonetic Analysis Study] (Звіт). Center for Jeju Studies, Jeju Development Institute, Jeju Special Self-Governing Province.
- 문순덕 (Moon Soon-deok); 김원보 (Kim Won-bo) (August 2017). Jeju bang'eon gyeok-josa-ui damhwa gineung 제주 방언 격조사의 담화 기능 [The Discourse Functions of Noun Case Markers in the Jeju Dialect]. 언어학연구. 22 (2): 55—70. doi:10.21291/jkals.2017.22.2.4. ISSN 1226-9859. Процитовано 21 травня 2020.
- 송상조 (Song Sang-jo) (30 вересня 2011). Jeju-mal-eseo ttae-garim-so '-ng, -n'-gwa ssi-kkeut-deul-ui hoeung 제주말에서 때가림소 '-ㅇ, -ㄴ'과 씨끝들의 호응 [The Interaction between Tense-differentiating Morphemes "-ng, -n" and Enders]. Seongdong-gu, Seoul: 한국문화사. ISBN 978-89-5726-906-0.
- 신우봉 (Shin Woo-bong) (October 2015). Jeju-bang'eon pyeongseo-mun-gwa uimun-mun-e natananeun eogyang yeon'gu: eomal-eomi '-an/-eon, -eumen'-eul jungsim-euro 제주방언 평서문과 의문문에 나타나는 억양 연구: 어말어미 ‘-안/언, -으멘’을 중심으로 [Intonation study of predicate ending and interrogative ending in Jeju dialect: "-ʌn/ɑn, -ɯmɛn"]. 영주어문. 31: 87—109. ISSN 1598-9011. Процитовано 14 травня 2020.
- 신우봉 (Shin Woo-bong); 신지영 (Shin Ji-young) (August 2012). Jeju bang'eon dan-moeum-e daehan eumhyang-eumseong-hak-jeok yeon'gu 제주 방언 단모음에 대한 음향음성학적 연구 [An Acoustic Phonetic Study on Monophthongs in Jeju Korean]. 한국어학. 56: 63—90. ISSN 1226-9123. Процитовано 11 травня 2020.
- 양창용 (Yang Changyong) (June 2009). Jeju-bang'eon yang-e daehan tongsa·damhwa-ron-jeok gochal 제주방언 ‘양’에 대한 통사·담화론적 고찰 [A study on "yang" in Jeju dialect with a special reference to its distributions and some discourse functions]. 한국언어문학. 69: 5—28. ISSN 1229-1730. Процитовано 27 травня 2020.
- ——— (November 2014). Jeju-eo: yeoksa geurigo taedo 제주어: 역사 그리고 태도 [Jejueo: History and Attitudes] (PDF). 7th World Congress of Korean Studies. Honolulu, Hawaii.[недоступне посилання з 01.03.2023]
- ——— (June 2016). Jeju-eo-ui yeon'gu hyeonhwang-gwa gwaje 제주어의 연구 현황과 과제 [Understanding of Status Quo of Jejueo in Language Community of Jeju]. 동서인문학. 51: 131—159. ISSN 1738-9615. Процитовано 17 травня 2020.
- 양창용 (Yang Changyong); 김원보 (Kim Won-bo) (May 2013). Jeju-eo ge-ui damhwa-jeok gineung-e daehan gochal 제주어 ‘게’의 담화적 기능에 대한 고찰 [A study on the discourse functions of "key" in the Jeju language]. 언어와 언어학. 59: 143—163.
- 우창헌 (Woo Chang-hyun) (September 2005). Jeju bang'eon-ui '-neu-'-e daehayeo 제주 방언의 '-느-'에 대하여 [On "-neu-" in the Jeju dialect]. 형태론. 7 (2): 387—402.
- ——— (June 2008). Bang'eon munbeop hyengtae yeon'gu bangbeop-Jeju-bang'eon seon-eomal-eomi '-keu-'-reul jungsim-euro 방언 문법 형태 연구 방법-제주방언 선어말어미 '-크-'를 중심으로- [On the Study Method of a Dialect Grammar Form]. 방언학. 7: 57—74. ISSN 1738-8686. Процитовано 23 травня 2020.
- 이숙향 (Lee Sook-hyang) (December 2014). Jeju-eo gangse-gu-ui eogyang 제주어 강세구의 억양 [The intonation patterns of accentual phrase in Jeju dialect]. 말소리와 음성과학. 6 (4): 117—123. ISSN 2005-8063. Процитовано 14 травня 2020.
- 이정민 (Lee Jeong-min) (December 1981). Hanguk-eo-ui pyojun-eo mit bang'eon-deul sai-ui sangho jeopchok-gwa taedo 한국어의 표준어 및 방언들 사이의 상호 접촉과 태도 [Language attitude and contacts between Standard Korean and Korean dialects]. 한글. 173: 559—584. ISSN 1225-0449. Процитовано 16 травня 2020.
- 조태린 (Cho Tae-rin) (December 2014). Jeju-eo-wa Jeju-bang'eon, ireum-ui jeongchi-eoneo-hak 제주어와 제주방언, 이름의 정치언어학 [Jeju language and Jeju dialect, political linguistics of naming]. 어문학. 126: 117—135. ISSN 1225-3774. Процитовано 14 травня 2020.
- 진성기 (Chin Song-gi) (30 жовтня 1991). Jeju-do muga bon-puri sajeon 제주도 무가 본풀이 사전 [Encyclopedia of Jeju Bonpuri Shamanic Chants]. Guro-gu, Seoul: 민속원. ISBN 978-89-5638-041-4.
- 최명옥 (Choi Myung-ok) (April 1998). Gugeo-ui bang'eon guhoek 국어의 방언 구획 [Dialectal Divisions of Korean] (PDF). 새국어생활. 8 (4): 5—29. ISSN 1225-7168. Процитовано 15 травня 2020.
- 홍종림 (Hong Chong-rim) (December 2001). Jeju-bang'eon yeong'gyeol-eomi-ui '-n' '-ŋ'-e daehayeo 제주방언 연결어미의 "-n" " -ŋ" 에 대하여 [On the Conjunctive Endings -n and -ŋ in the Cheju Dialect]. 국어학. 38: 271—305. ISSN 1225-1933. Процитовано 23 травня 2020.
- Pyojun-eo-wa jiyeok-bang'eon 표준어와 지역방언 [Standard Korean and Regional Dialects]. 2015-nyeon gukmin-ui eoneo uisik josa 2015년 국민의 언어 의식 조사 [Study of the Language Perceptions of Koreans, 2015] (Звіт). National Institute of the Korean Language. November 2015. с. 93—116.
- 제주문화예술재단 (Jeju Foundation for Arts and Culture), ред. (1 грудня 2009). Gaejeong·jeungbo Jeju-eo sajeon 개정·증보 제주어사전 [Expanded and Revised Jeju Dictionary] (PDF). Jeju City, Jeju: Jeju Special Self-Governing Province. ISBN 978-89-9625-725-7.
- Jeju-eo bojeon-gwa yukseong hwaldong 제주어 보전과 육성 활동 [Jeju Language Preservation and Revitalization Efforts]. Jeju Teukbyeol Jachi-do-ji je-il-gwon 제주특별자치도지 제1권 (Звіт). Jeju Special Self-Governing Province. 2019. с. 491—512.
- Jeju eoneo munhwa 제주 언어 문화 [Jeju Language Culture]. Jeju Teukbyeol Jachi-do-ji je-sa-gwon 제주특별자치도지 제4권 (Звіт). Jeju Special Self-Governing Province. 2019. с. 300—326.